# Agricultura en el suroeste de Estados Unidos prehistórico

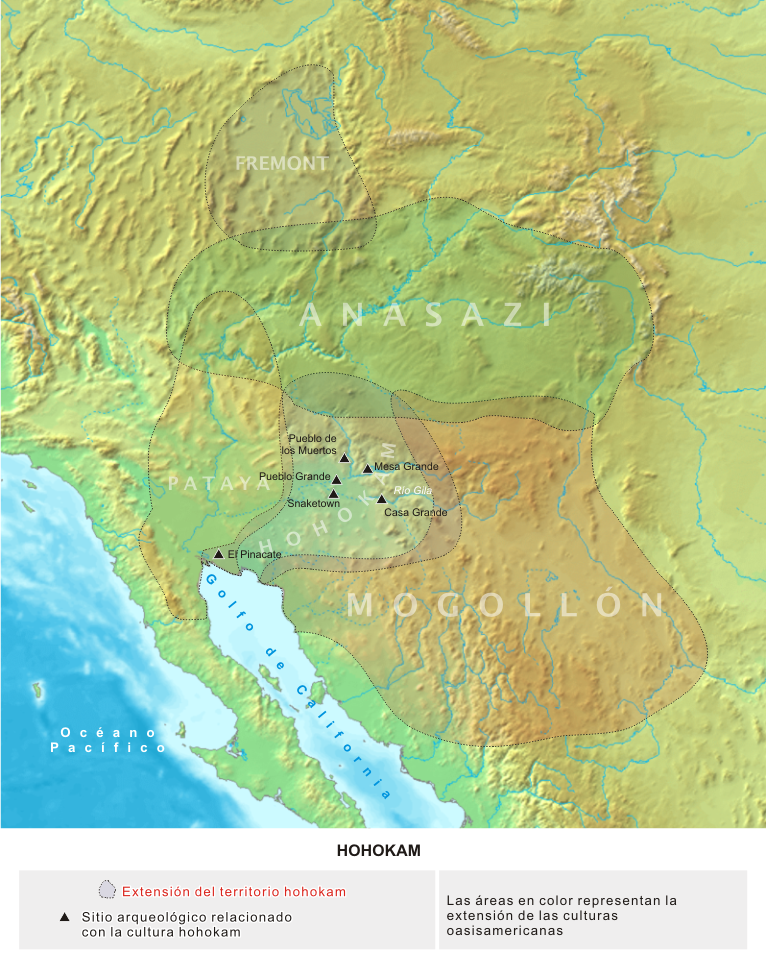
Mapa de las culturas prehistóricas del suroeste americano hacia el año 1200 de la era cristiana. Se muestran varios asentamientos hohokam.

La agricultura en el suroeste de Estados Unidos prehistórico fueron las prácticas agrícolas de los indígenas de América que habitan el suroeste de Estados Unidos, que incluye los estados de Arizona y Nuevo México, además de partes de los estados circundantes y del vecino México, están influenciadas por los bajos niveles de precipitación de la región. El riego y varias técnicas de recolección y conservación del agua eran esenciales para el éxito de la agricultura. Para aprovechar el agua limitada, los nativos americanos del suroeste utilizaron canales de riego, terrazas (trincheras), mantillos de roca y cultivos en llanuras de inundación. El éxito de la agricultura permitió a algunos nativos americanos vivir en comunidades que podían llegar a tener hasta 40.000 personas, en comparación con su vida anterior como cazadores-recolectores, en la que sus bandos solamente contaban con unas pocas docenas.
El maíz, el cultivo dominante, se introdujo desde Mesoamérica y se cultivó por primera vez en el suroeste hacia el año 2100 a. C. Posteriormente se desarrollaron culturas sedentarias basadas en la agricultura, como los hohokam, los mogollón, los anasazi y los pataya.
Los retos medioambientales de la agricultura en el suroeste provocaron la desaparición o la evolución de muchas sociedades agrícolas que en su día tuvieron éxito, pero dejaron tras de sí impresionantes pruebas arqueológicas de su existencia. Algunas culturas agrícolas, como los pueblo de Estados Unidos y los yaqui y mayo de México, fueron duraderas y sobrevivieron hasta el siglo XXI.

## La agricultura más primitiva

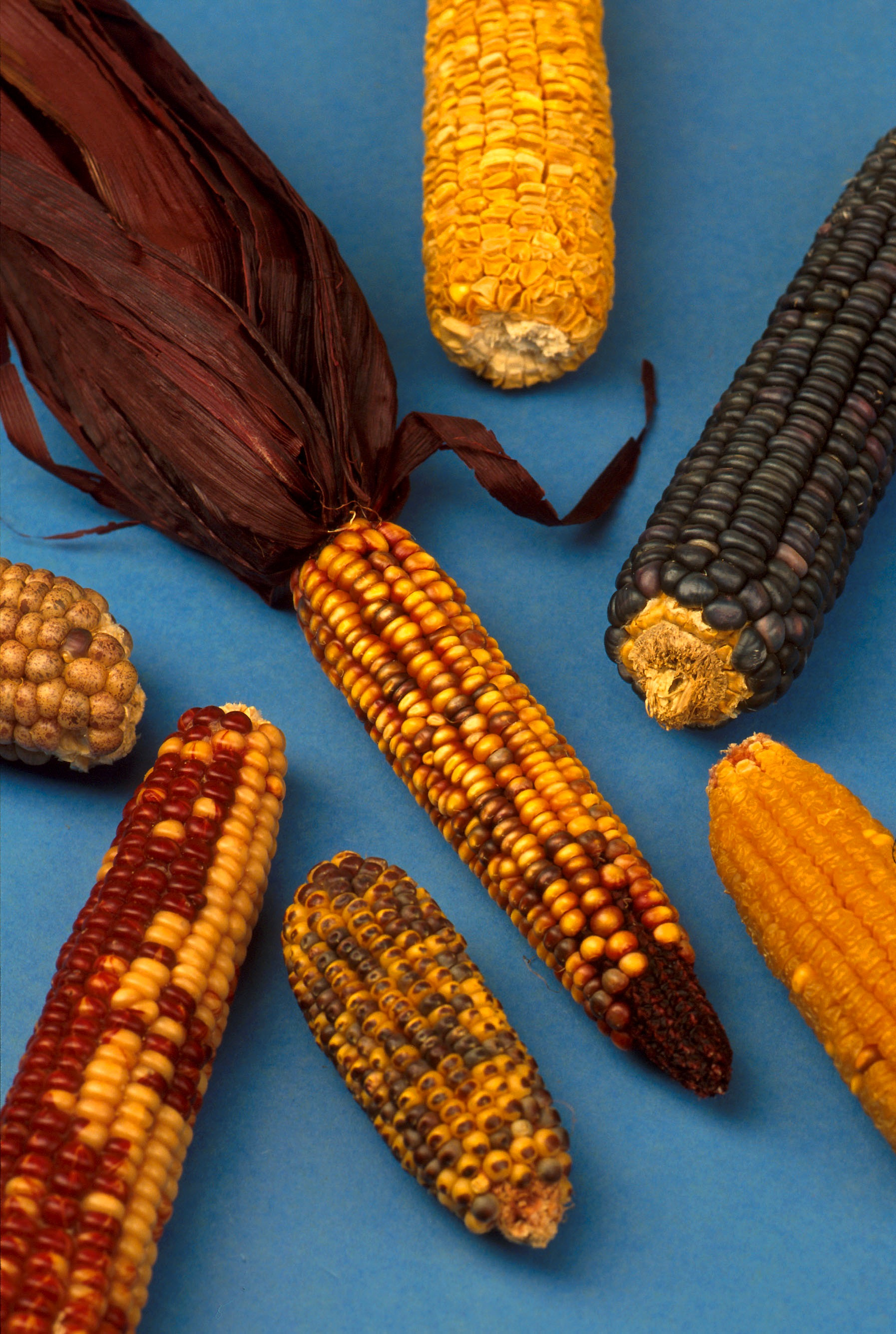
Variedades de maíz.

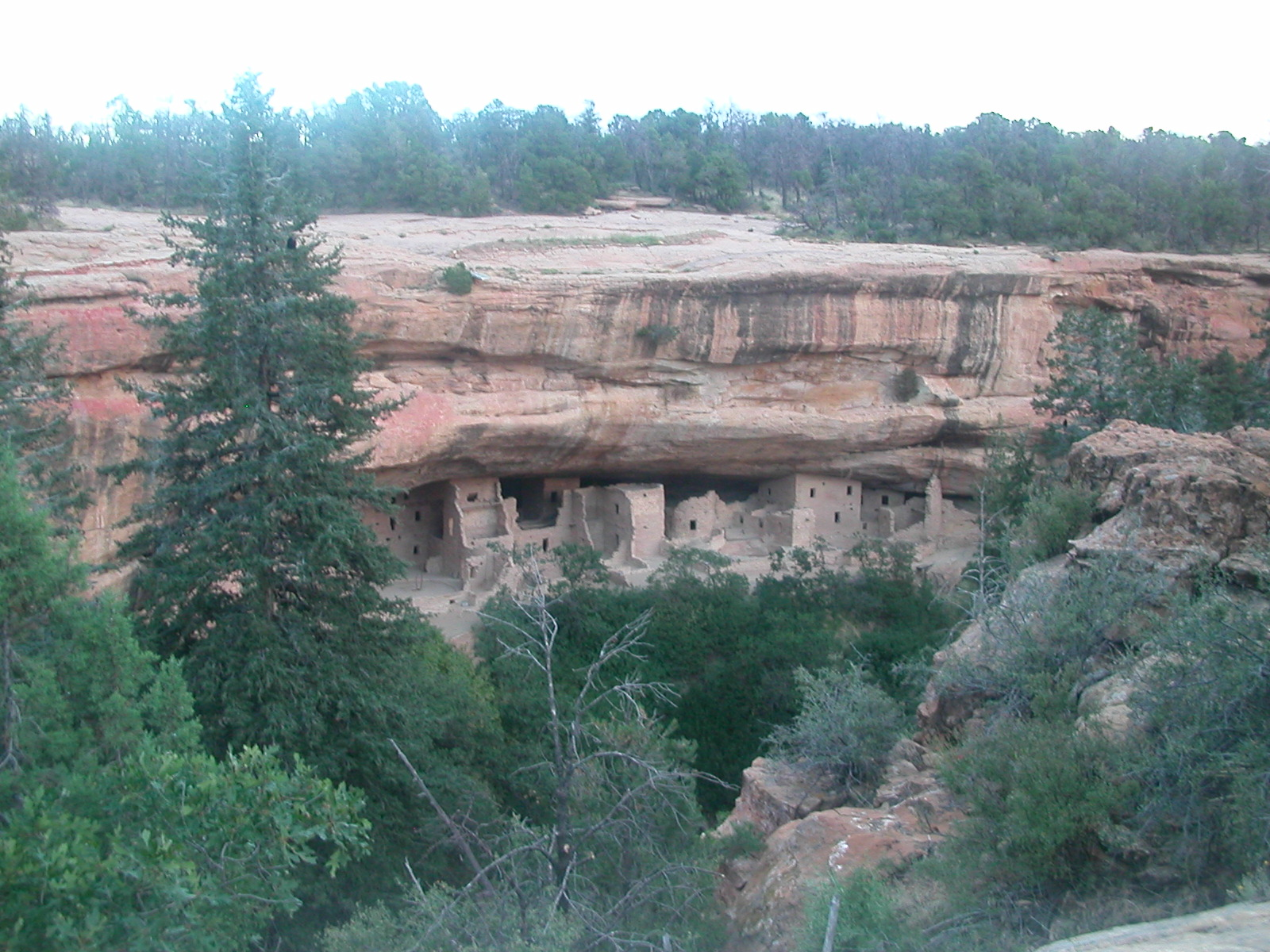
En Mesa Verde, la gente vivía debajo y cultivaba en la parte superior de la meseta, luchando contra las cortas temporadas de cultivo y las frecuentes sequías.

Aunque es posible que los indios cultivaran varias plantas autóctonas, como calabazas y quenópodos, en fechas muy tempranas, las primeras pruebas del cultivo del maíz en el suroeste datan de alrededor del año 2100 a. C. Se han encontrado pequeñas mazorcas de maíz primitivo en cinco yacimientos diferentes de Nuevo México y Arizona. El rango climático de los yacimientos es amplio, ya que van desde la cuenca de Tucson en el desierto de Arizona, a una altitud de 700 m, hasta una cueva rocosa en la meseta del Colorado a 2200 m. Esto sugiere que el maíz primitivo que cultivaban ya estaba adaptado a ser cultivado tanto en climas cálidos y secos como en estaciones cortas.
El maíz llegó al suroeste por una ruta desconocida desde México. Su difusión fue relativamente rápida. Una de las teorías es que el cultivo del maíz fue llevado hacia el norte desde el centro de México por agricultores migrantes, muy probablemente hablantes de una lengua uto-azteca. Otra teoría, más aceptada entre los estudiosos, es que el maíz se difundió hacia el norte de grupo en grupo y no de migrantes. El primer cultivo de maíz en el suroeste se produjo durante un periodo climático en el que las precipitaciones eran relativamente altas. Aunque el cultivo del maíz se extendió rápidamente en el suroeste, los cazadores-recolectores que vivían en la región no lo adoptaron inmediatamente como su principal fuente de alimentación, sino que integraron el cultivo del maíz como un elemento, inicialmente menor, en su estrategia de búsqueda de alimentos. Los cazadores-recolectores suelen explotar un amplio espectro de fuentes de alimentación para minimizar el riesgo en caso de que una o varias de sus principales fuentes de alimento fallen.
Las bandas de cazadores-recolectores preagrícolas solían ser pequeñas, con únicamente 10-50 miembros, aunque varias bandas se unían en ocasiones para celebrar ceremonias o cooperar entre sí. A medida que el cultivo del maíz fue ganando importancia, las comunidades se hicieron más grandes y se asentaron más, aunque la caza y la recolección de alimentos silvestres siguieron siendo importantes. Varias de las ciudades agrícolas del suroeste, como Casa Grande y Casas Grandes, además de los asentamientos de los indios pueblo y ópata, pueden haber tenido poblaciones de 2.000 o más personas en su momento de mayor influencia. Muchas más personas vivían en asentamientos satélites más pequeños de 200 a 300 personas cada uno, o en asentamientos aislados.
El cultivo del maíz en el suroeste es anterior en muchos siglos al cultivo del maíz en el este de Estados Unidos, que tiene un clima mucho más favorable para la agricultura.

## Cultivos
Los agricultores del suroeste probablemente empezaron a experimentar con la agricultura facilitando el crecimiento de granos silvestres como el amaranthus y los quenopodios y calabazas para obtener semillas y recipientes comestibles. El primer maíz que se conoce que se cultivó en el suroeste era una variedad de palomitas de maíz con una mazorca de una o dos pulgadas de largo. No era un cultivo muy productivo. Los agricultores del suroeste desarrollaron variedades más productivas o las introdujeron desde Mesoamérica. Los frijoles y la calabaza también fueron introducidos desde Mesoamérica, aunque el frijol Tepary, resistente a la sequía, era nativo. El algodón, presumiblemente cultivado, se encuentra en sitios arqueológicos que datan de alrededor del año 1200 a. C. en la cuenca de Tucson, y la evidencia del uso del tabaco, y posiblemente de su cultivo, aparece aproximadamente en la misma época. El agave, especialmente el Agave murpheyi, era una fuente importante de alimento de los hohokam y se cultivaba en las laderas secas donde no crecían otros cultivos. Los primeros agricultores también consumían y posiblemente facilitaban el crecimiento de frutos de cactus, frijoles de mezquite y especies de hierbas silvestres por sus semillas comestibles.

## Herramientas
Los indios del suroeste no tenían animales de tiro ni herramientas metálicas. La siembra se realizaba con un palo afilado y endurecido al fuego. Las azadas y las palas se fabricaban con madera y con los huesos de los hombros de los búfalos y otros animales grandes. Las conchas de mejillón, la cerámica y las piedras también se utilizaban como herramientas de siembra y excavación. Los indios no solían fertilizar sus campos con materia orgánica, sino que confiaban en la rotación de cultivos, el barbecho y el depósito de limo procedente de la escorrentía del agua de lluvia. A veces se utilizaba el fuego para limpiar y fertilizar la tierra con ceniza. Transportaban el agua en grandes jarras de cerámica para regar a mano las parcelas.

## Gestión del agua

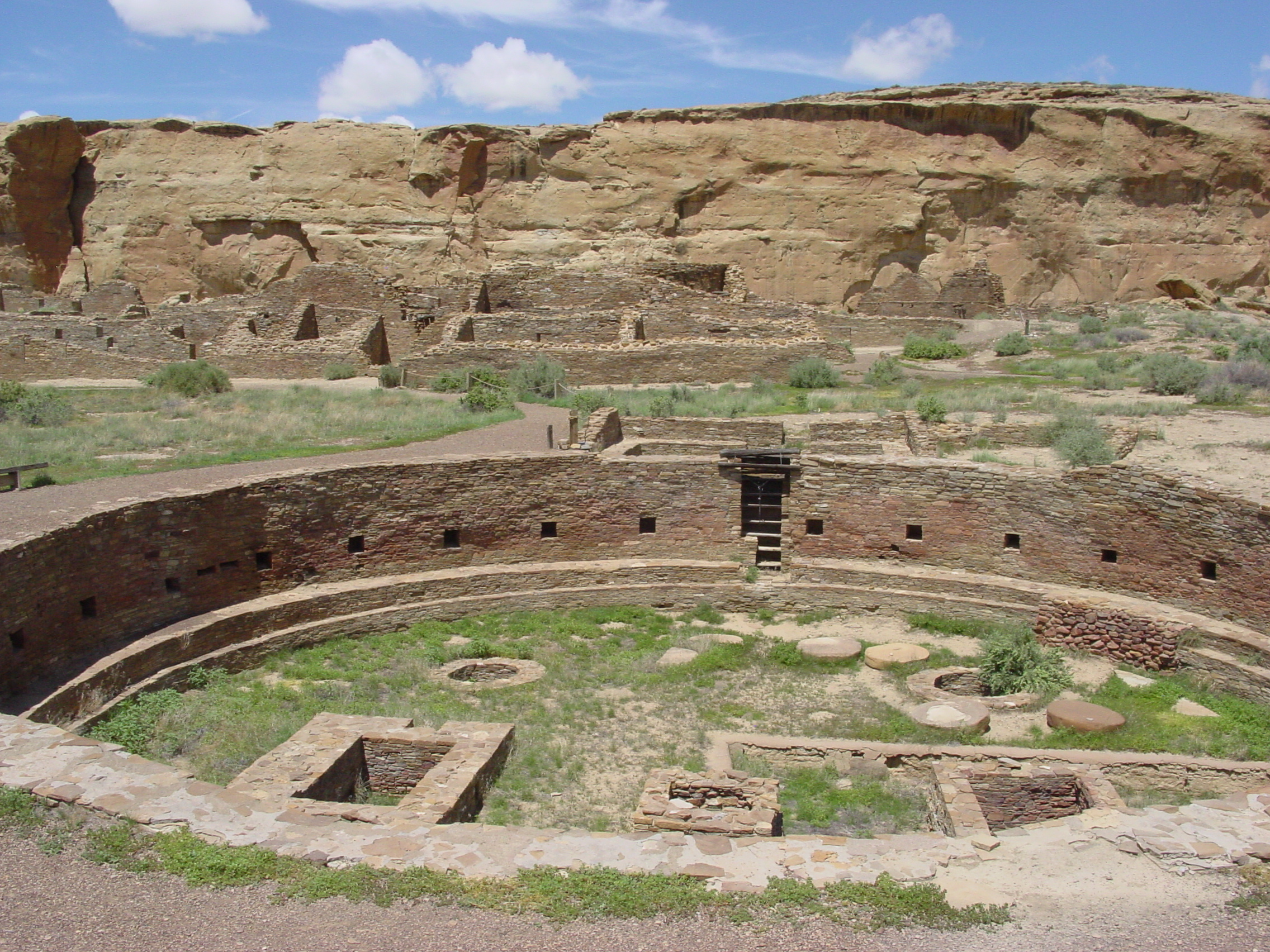
En el Cañón del Chaco, los Ancestrales Pueblo capturaron la escorrentía del agua de lluvia de las mesas y la dirigieron a sus pequeños campos, lo que les permitió crear una sociedad compleja en un austero desierto de gran altitud.

La agricultura en las elevaciones más bajas del suroeste es difícil sin riego, ya que las precipitaciones son escasas y poco fiables. En las elevaciones más altas, de unos 1.500 metros, las precipitaciones son mayores, pero también las temperaturas son más frías, las estaciones de crecimiento más cortas y los suelos menos fértiles. En cualquier caso, la agricultura era un reto. Las estrategias agrícolas utilizadas por los antiguos agricultores del suroeste incluían: «la selección de semillas, el barbecho de los campos, la siembra en diferentes lugares, el escalonamiento de las épocas de siembra y el mantenimiento de plantaciones separadas de diferentes variedades de maíz y frijoles».

### Canal de irrigación
El yacimiento de Las Capas, cerca de Tucson, presenta el sistema de riego más antiguo, que data del año 1200 a. C., encontrado en Norteamérica. La red de canales y pequeños campos, cada uno de ellos de unos 23 m², cubre más de 40 hectáreas, lo que indica la existencia de una comunidad considerable de personas con la organización necesaria para llevar a cabo un importante proyecto de obras públicas. Es posible que este sitio haya albergado a 150 personas. El maíz que se cultivaba en Las Capas era similar a las palomitas actuales. Los arqueólogos especulan que los granos se reventaban y luego se molían para hacer tortillas.
Los habitantes de Las Capas fueron probablemente los precursores de los hohokam, los agricultores más consumados del suroeste, que vivieron en los valles de los ríos Gila y Salt de Arizona entre el siglo I y 1450 de nuestra era. Su sociedad floreció hacia el año 750, probablemente como resultado de su éxito agrícola, los hohokam construyeron un vasto sistema de canales para regar miles de acres de tierra de cultivo. Sus canales principales tenían hasta 10 m de ancho, 4 m de profundidad y se extendían por los valles de los ríos hasta 30 km. En el punto álgido de su cultura, en el siglo XIV, los hohokam podrían haber contado con 40.000 personas.
La repentina desaparición de los hohokam entre 1400 y 1450 d. C. es un enigma. Los arqueólogos especulan que el mantenimiento de los canales era difícil y los sedimentos se acumularon a lo largo de los siglos. Los agricultores se vieron obligados a abandonar los viejos canales y a alejarse del río, lo que aumentó el desafío tecnológico de la agricultura. Tras mil años de éxito, los hohokam fueron incapaces de mantener su economía agrícola intensiva. Desaparecieron del registro arqueológico y cuando los exploradores españoles llegaron a los valles de Gila y Salt en el siglo XVI, que se encontraban escasamente poblados por los indios pima superior y el pueblo pápago, los probables descendientes de los hohokam.
Tras la desaparición de los hohokam, los exploradores españoles del siglo XVI únicamente observaron el uso de la irrigación por canales en dos zonas del suroeste: el este de Sonora, practicado principalmente por los opata y los  pima bajos, y entre los indios pueblo del norte de Nuevo México. El riego por parte de los opata y los pueblo tenía objetivos diferentes. En Sonora, con una larga temporada de cultivo, se realizaban dos cosechas de maíz al año en los valles de los ríos. La cosecha de primavera durante la estación seca dependía del riego; la cosecha de verano y otoño durante la estación de lluvias utilizaba el riego para complementar la lluvia. La necesidad de riego probablemente requería un alto nivel de organización social. En Nuevo México, con una çunica cosecha de maíz al año posible, el riego era suplementario y la menor dependencia del riego implica una menor organización social que en Sonora.

### Trincheras

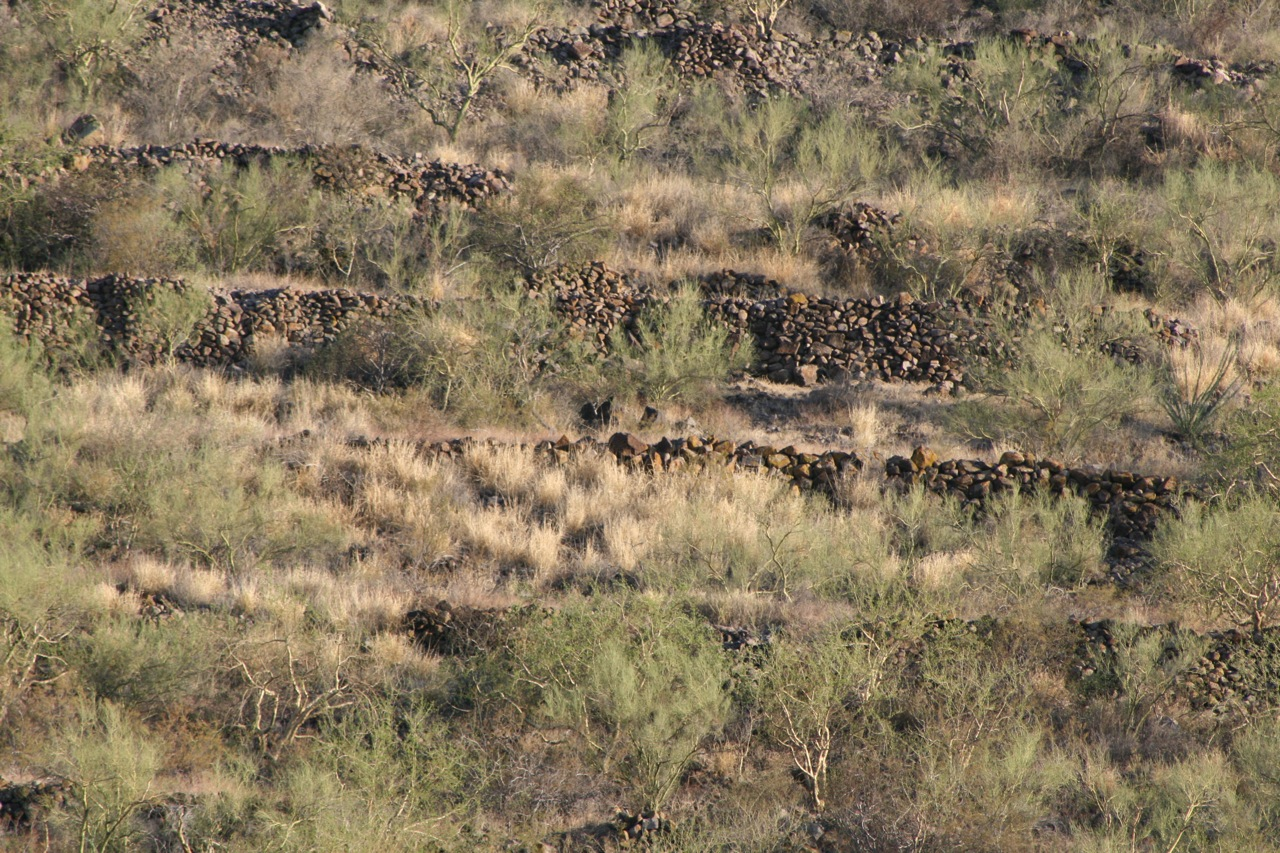
Las paredes de roca llamadas trincheras son visibles en esta foto tomada en el Cerro de Trincheras cerca de Trincheras (Sonora). La agricultura en este sitio data del 1300 al 1500.

Las trincheras son muros de roca o terrazas construidas en las laderas por los indios prehistóricos. Las trincheras son comunes en todo el suroeste y se remontan a los inicios de la agricultura en esa zona. Hacia el año 1300 a. C., en Casas Grandes, en Chihuahua, los primeros agricultores construyeron fortalezas y trincheras en las laderas de los cerros, obras públicas que requerían una considerable mano de obra y organización, lo que implica una comunidad asentada y numerosa.
Las trincheras servían para varios propósitos, como la defensa, la construcción de viviendas y la agricultura. Sus propósitos agrícolas eran proporcionar a los agricultores una superficie de plantación nivelada y ayudar a prevenir la erosión, recoger y gestionar el agua y evitar los daños por las heladas. La agricultura de ladera en los pequeños campos creados por las trincheras era a menudo de importancia secundaria respecto a la agricultura de llanura aluvial. La agricultura de trinchera se utilizaba probablemente para cultivar todo tipo de cosechas. Los agricultores de los indios del suroeste solían cultivar varios campos y cultivos diferentes en distintos lugares y entornos para reducir el riesgo de fracaso de las cosechas. Si una o más plantaciones fracasaban por cualquier motivo, otras plantaciones podían tener éxito.
Se construyeron cuatro tipos de trincheras. Se construían diques de contención a lo largo de los drenajes para capturar la escorrentía de las precipitaciones; se construían terrazas y bordes lineales a lo largo de las curvas de nivel para proporcionar una superficie de plantación o un lugar de residencia; y, cerca de los arroyos y ríos permanentes, se construían terrazas ribereñas para capturar el desbordamiento del agua de las inundaciones. Las trincheras eran extensas. Por ejemplo, los arqueólogos han encontrado 183 lugares de cultivo en tierras altas cerca del sitio de Casas Grandes con trincheras que tienen una longitud acumulada de 26.919 m, casi 18 millas. Este uso extensivo y la importancia de las trincheras en Casas Grandes se replicó en muchas otras sociedades agrícolas en el suroeste.

### El mantillo lítico
El mantillo lítico era otra técnica de agricultura en el suroeste. Las rocas o los guijarros se utilizaban como mantillo alrededor de las plantas en crecimiento y en los campos. Las rocas actuaban como mantillo para preservar la humedad, disminuir la erosión del suelo, controlar las malas hierbas y aumentar las temperaturas nocturnas a través de la radiación y la retención del calor por parte de las rocas. En la década de 1980, los arqueólogos descubrieron que los hohokam habían cultivado grandes áreas de agave, especialmente Agave murpheyi, en montículos de roca en la cuenca de Tucson, cerca de la ciudad de Marana. Desde entonces se han descubierto 78 kilómetros cuadrados de antiguos campos de agave, principalmente entre Phoenix y Tucson. Sin duda, muchos otros campos han sido destruidos o no han sido detectados por los arqueólogos. El norte de Nuevo México también cuenta con los restos de muchos campos cubiertos de rocas. Se ha encontrado polen de maíz y algodón en el suelo asociado a los montículos de roca y al mantillo.

### Cultivo en la llanura aluvial

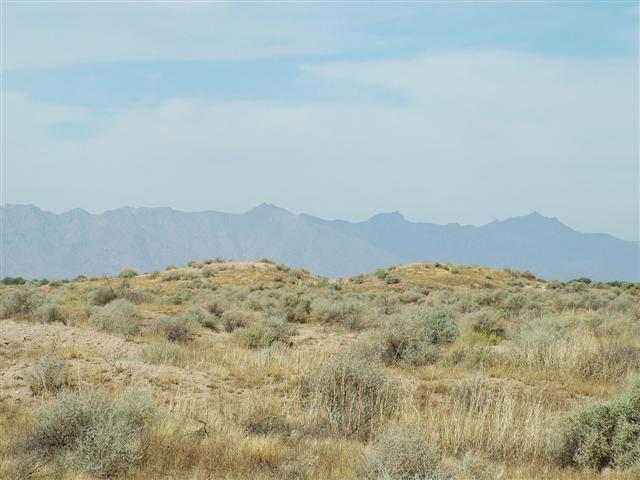
Snaketown: en el año 1000 de nuestra era, era un floreciente asentamiento hohokam de más de 1.000 personas con canales que traían agua del cercano río Gila.

En su esfuerzo por alcanzar la seguridad alimentaria, los indios del suroeste cultivaban las llanuras de inundación de los ríos y arroyos efímeros. Los cultivos se plantaban en las llanuras de inundación y en las islas para aprovechar las aguas altas cuando el río o el arroyo se desbordaban, saturando la tierra con agua y enriqueciendo el suelo con limo. Este método era más eficaz cuando las inundaciones llegaban en momentos predecibles. Los indios de la región de La Junta (a menudo llamados jumanos) utilizaban el cultivo en llanuras aluviales en lugar de la irrigación por canales a lo largo del río Grande en el oeste de Texas y también lo empleaban otros pueblos.
Los seminómadas  Tohono O'odham y otros indios del desierto de Sonora practicaban el cultivo ak-chin de la judía tepariana indígena (Phaseolus acutifolius). En este austero entorno desértico, después de las lluvias monzónicas de verano, los papago se apresuraban a plantar judías tepari en pequeñas zonas donde se había desbordado un arroyo o un riachuelo y el suelo estaba empapado. La judía tepariana germinaba y maduraba rápidamente antes de que el suelo se secara. Los indios solían manejar el flujo de agua de las inundaciones para facilitar el crecimiento de los frijoles.
El cultivo en las llanuras de inundación era posible en las condiciones más extremas. Los pápago de Arena (Areneños| Hia C-eḍ O'odham) eran principalmente cazadores-recolectores, pero practicaban el cultivo en las llanuras aluviales cuando les era posible. En 1912, el etnógrafo Carl Lumholtz encontró pequeños campos cultivados principalmente de frijoles térapy en la zona de la sierra del Pinacate en Sonora. En el Pinacate, con una precipitación media anual de tres pulgadas (75mm) y temperaturas de hasta 118F (48C), los agricultores papago y mexicanos utilizaban la escorrentía de las escasas lluvias para cultivar. En la década de 1980, el autor Gary Paul Nabhan visitó esta zona y descubrió que una familia de agricultores aprovechaba la primera gran lluvia en seis años, plantando semillas en la tierra húmeda y recogiendo una cosecha dos meses después. Los cultivos más exitosos fueron los frijoles Tepary y una calabaza adaptada a la sequía. Nabhan calculó que el Pinacate es la zona más árida del mundo donde se practica la agricultura de secano.

## Éxito y fracaso
El suroeste está plagado de restos arqueológicos de los esfuerzos de las sociedades indígenas por superar los graves problemas medioambientales que afectan a la agricultura en toda la región. Los centros ancestrales del Cañón del Chaco y Mesa Verde fueron abandonados en los siglos XII y XIII, probablemente a causa de la sequía. Tras mil años de éxito, la compleja sociedad hohokam desapareció en el siglo XV d. C. y se convirtió en la cultura pima de menor escala de los tiempos históricos. Sin embargo, muchas sociedades agrícolas indias han sido extremadamente duraderas. Los pueblos de Río Grande, los hopi y los zuñi han sobrevivido hasta nuestros días conservando gran parte de su cultura tradicional. Muchos de los indios mexicanos se han integrado en una sociedad mestiza, pero los yaquis  y los mayo siguen conservando su identidad y parte de sus tierras tradicionales. Los otrora numerosos ópatas han desaparecido como pueblo distinto, pero sus descendientes siguen ocupando los valles del río Sonora y sus afluentes.